# Rue de l'Hôpital (Rouen)
Pour les articles homonymes, voir Rue de l'Hôpital.
La rue de l'Hôpital est une voie voie publique de la commune française de Rouen.

## Situation et accès
Située sur la rive nord de la Seine, cette rue va de la rue Ganterie à la place du Général-de-Gaulle.

## Origine du nom
Son nom vient de l'Hôpital du Roi fondé au XIIIe siècle, où s'établirent les pères de l'Oratoire à partir de 1635.

## Historique
Cette voie s'est appelée « rue Saint-Ouen », « rue Sainte-Croix-Saint-Ouen », « rue de l'Oratoire » et « rue des Pères de l'Oratoire » avant de prendre sa dénomination actuelle au début du XIXe siècle.
Elle a porté le nom de « rue Sainte-Croix ».
Le Journal de Rouen y avait son siège.
La rue est aujourd'hui une zone piétonne.

## Bâtiments remarquables et lieux de mémoire
- nos 1-3 : Hôtel Jubert de Brécourt. Paul Helot y a habité. Daniel de Folleville de Bimorel (1842-1916) y est mort.
- no 6 : René Trintzius (1898-1953) y a habité en 1939.
- no 21 : Émile Janet (1838-1920) y a habité.
- no 39 : Achille Lefort (1834-1912) y a habité.